# ایستگاه کاواگوچیکو
ایستگاه کاواگوچیکو (به ژاپنی: 河口湖駅, Kawaguchiko-eki)، یک ایستگاه راه‌آهن در خط فوجیکیوکو در فوجیکاواگوچیکو، یاماناشی، ژاپن است که توسط فوجی کیوکو (فوجیکو) اداره می‌شود. در ارتفاع ۸۵۷ متری (۲۸۱۲ فوت) واقع شده‌است.